# Benjamin William Mkapa

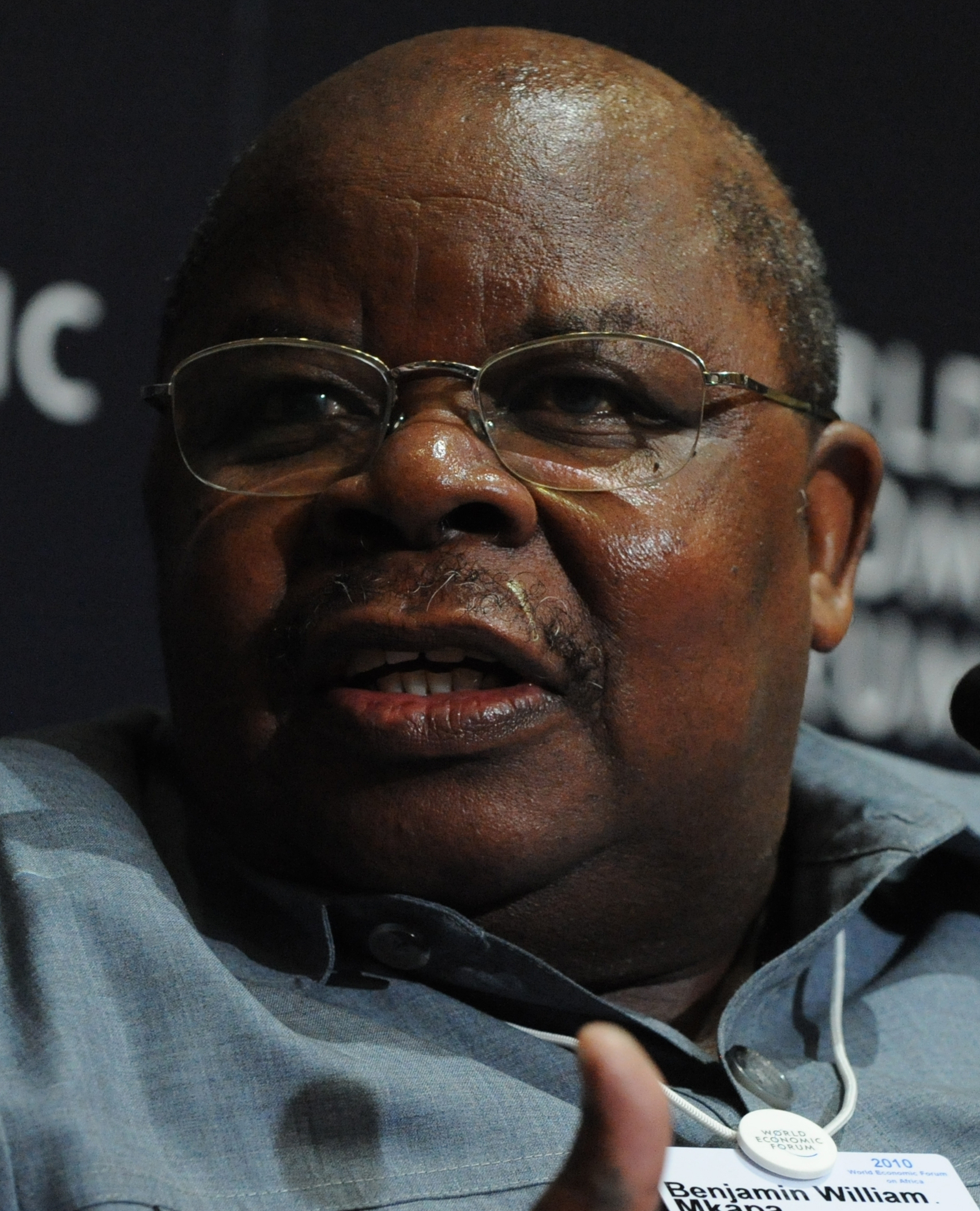
Benjamin William Mkapa (2010)

Benjamin William Mkapa (* 12. November 1938 in Masasi; † 24. Juli 2020 in Daressalam) war von 1995 bis 2005 der 3. Präsident von Tansania.

## Leben
Mkapa wurde unter anderem auf katholischen Schulen erzogen und studierte an der Makerere-Universität in Uganda. Er arbeitete als Journalist, war Managing-Editor verschiedener Zeitungen, Pressesekretär im Büro des Präsidenten und Gründer der Tanzania News Agency. 1976 wurde er High Commissioner in Nigeria und wurde 1977 als Außenminister in das Kabinett berufen. Im Laufe der Zeit übernahm er weitere Ministerposten und vertrat sein Land als Botschafter in verschiedenen Ländern (u. a. in den USA).
Im November 1995 wurde er nach Julius Nyerere und Ali Hassan Mwinyi zum dritten Präsidenten der Vereinigten Republik Tansania gewählt. Im Oktober 2000 wurde er wiedergewählt. Seine Amtszeit endete am 21. Dezember 2005. Er konnte nicht wieder kandidieren, da die Verfassung Tansanias dem Präsidenten nur zwei Amtszeiten erlaubt.
Mkapa musste sich im Laufe seiner Amtszeit verschiedenen Herausforderungen stellen:
- Die stark muslimisch geprägten Inseln Sansibars sind seit 1964 mit dem Festland in einer Union verbunden. Sansibar ist aber immer darauf bedacht, seine Eigenständigkeit zu betonen. Es hat ein eigenes Parlament, einen eigenen Präsidenten und seit 2005 auch eine eigene Flagge. Teile der Bevölkerung Sansibar stellen die Union immer wieder in Frage. Mkapa war darum bemüht, die Einheit nicht zu gefährden.
- Die Wahlen 1995 und 2000 auf Sansibar zeigten, dass die Bevölkerung zwischen der Regierungspartei Chama Cha Mapinduzi (CCM) und der CUF, einer der Oppositionsparteien, gespalten ist. Der Ausgang beider Wahlen war umstritten und hat zu Spannungen in Sansibar geführt. Auch hier war Mkapa gefordert, dazu beizutragen, dass sich die Wogen glätten.
- Die große gesellschafts- und wirtschaftspolitische Herausforderung war, Tansania auf dem Weg von einer sozialistischen in eine marktwirtschaftlich orientierte Gesellschaft weiter zu führen. Die Grundlage für diese Veränderung hatte bereits sein Vorgänger Mwinyi gelegt. Wie bereits bei ihm war auch unter Mkapa der Einfluss des Internationalen Währungsfonds und der Weltbank auf die Wirtschaftspolitik deutlich spürbar. Mkapa führte beispielsweise die Privatisierung staatlicher Betriebe fort. So wurden unter anderem die National Bank of Commerce, die Telekommunikation, die Energieversorgung und Teile der Wasserversorgung ganz oder teilweise privatisiert.
- Mkapa hatte sich außerdem die Bekämpfung der Korruption auf die Fahnen geschrieben. Es gab Aufrufe, Korruption öffentlich zu machen, einige Untersuchungen und Artikel in der Presse, es wurde aber nur einem Teil der Vorwürfe konsequent nachgegangen.

2007 wurde das neuerbaute Benjamin-Mkapa-Nationalstadion in Daressalam nach ihm benannt.